# Morganella costaricensis
Morganella costaricensis är en svampart som beskrevs av M.I. Morales 1974. Morganella costaricensis ingår i släktet Morganella och familjen Agaricaceae.   Inga underarter finns listade i Catalogue of Life.